# Битва під Ватерлоо
Битва під Ватерлоо — вирішальний бій, що відбувся 18 червня 1815 року і став остаточною поразкою Наполеона І. Французька армія під командуванням Наполеона Бонапарта була розбита двома арміями Сьомої коаліції: армією союзників Великої Британії під командуванням герцога Веллінгтона та пруською армією під командуванням Гебгарда Леберехта фон Блюхера. Битва ознаменувала кінець Наполеонівських воєн.
Бій відзначився відчайдушними рукопашними боями за окремі сільські будинки, зіткненням двох елітних військ — Старої Гвардії Наполеона і британської гвардійської бригади.
Ватерлоо (фр. Waterloo) — містечко у Бельгії, за 20 км від Брюсселя.

## Передумови
Внаслідок поразки у кампанії 1814 року Наполеон зрікся престолу. Влада у Франції після багатьох років повернулась до представників династії Бурбонів, колишній же Імператор отримав у своє управління острів Ельбу.  
За кілька місяців нова влада своїми діями змінила суспільні настрої та викликала невдоволення своєю політикою практично в усіх верствах населення, особливо в армії. Маючи намір скористатись цим, Наполеон, як правитель Ельби, висадився з кількома сотнями вояків на французькому узбережжі та почав військові дії проти Французького королівства. Надіслані назустріч йому війська перейшли на бік Наполеона, який незабаром дістався до Парижу та зайняв його своєю армією.
Під гаслом миру й введення в країні конституції, імператор Наполеон знову запанував у Франції. Саме із пропозицією миру він звернувся до Російської імперії, Великої Британії, Австрійської імперії й Прусське королівство — миру на умовах status quo. Однак члени Віденського конгресу поставилися до повернення «корсиканського чудовиська» різко негативно. 13 березня глави європейських урядів прийняли Декларацію, що оголосила Наполеона поза законом. Подібний крок означав для Франції війну з усією Європою. 25 березня юридично була оформлена Сьома коаліція.
Навесні 1815 року положення Франції було загрозливим. ЇЇ військові сили були виснажені в попередніх кампаніях. Під рукою в імператора безпосередньо перебувало лише близько 130 тисяч чоловік при 344 гарматах, у той час, як Союзні сили могли виставити відразу близько 700 тисяч чоловік, а до кінця літа ще 300 тисяч, сподіваючись рушити проти Франції більш ніж мільйонною армією.
План союзників був зовсім простий: оточити й розчавити французькі війська, користуючись кількісною перевагою. Перед Наполеоном стояло два вибори продовження подальших дій. По-перше, він міг почекати, доки союзні армії переступлять межі Франції, таким чином проявивши себе агресорами. За цим планом передбачалося дочекатися, коли союзники втягнуться в простір між французькими фортецями та проникнуть у район Парижа та Ліона. Після цього вже починати проти супротивника швидкі й рішучі дії.
Альтернативний план передбачав захоплення ініціативи у свої руки й спробу розбити ворога на його території. Задум був досить вигідним, тому що вирішував кілька військових і політичних завдань одночасно.
Наприкінці травня — початку червня Наполеон зупинився на другому плані. 11 червня він виїхав до військ, маючи намір розбити окремо дві ворожі армії: британо-голландську, під командуванням А. Веллінгтона й прусську, під командуванням Блюхера. До майбутнього театру воєнних дій поспішали ще дві армії: російська — Барклая-де-Толлі й австрійська — Шварценберга, однак вони були ще далеко, і тому у французів був шанс здобути перемогу над розділеними силами ворога.
16 червня 1815 року одночасно відбулись дві великі битви. Частина французької армії, очолювана маршалом Неєм, атакувала передові війська британців та їхніх союзників (Голландія, Бельгія, Нассау, Гановер тощо). Попри перевагу французів у кількості, битва не мала серйозних наслідків для жодної зі сторін. Тим часом правий фланг армії під керівництвом Наполеона переміг армію Пруссії у битві при Лін'ї. Пруссаки зазнали серйозних втрат і були змушені відступити, врятувавшись від знищення. Таким чином, французам вдалося запобігти запланованому об'єднанню британської та прусської армій.

## Поле битви

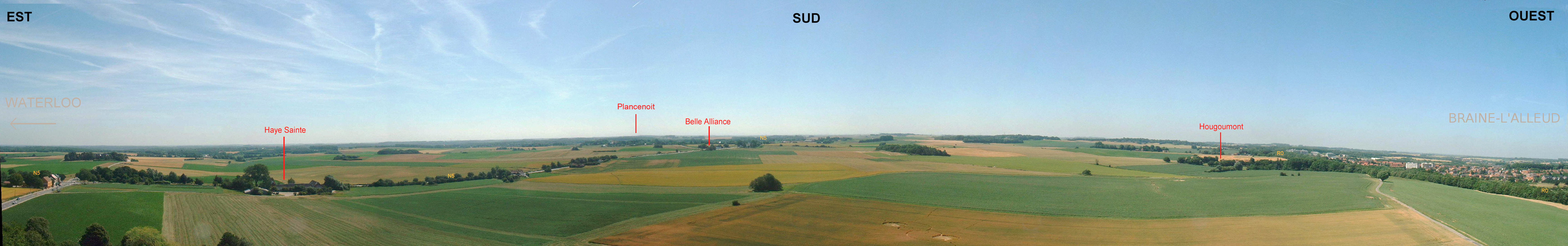
Панорама Ватерлоо, 2012 рік

Позиція біля Ватерлоо була міцною. Вона складалася з довгого хребта, що йде зі сходу на захід, перпендикулярно до головної дороги, що веде до Брюсселя. По гребеню хребта проходила дорога Огайн. Біля перехрестя з Брюссельською дорогою був великий в'яз, який знаходився приблизно в центрі позиції Веллінгтона і служив його командним пунктом протягом більшої частини дня. Герцог розгорнув свою піхоту в лінію, паралельно до дороги Огайн.
Використовуючи задній бік схилу, Веллінгтон приховав свою армію від французів, за винятком легкої піхоти та артилерії. Довжина фронту була відносно короткою — 4,0 км (2,5 милі). Це дозволило Веллінгтону глибоко розташувати свої сили, що він і зробив у центрі та справа, аж до села Braine-l'Alleud, розраховуючи на те, що Пруссія підсилить його лівий фланг протягом битви.

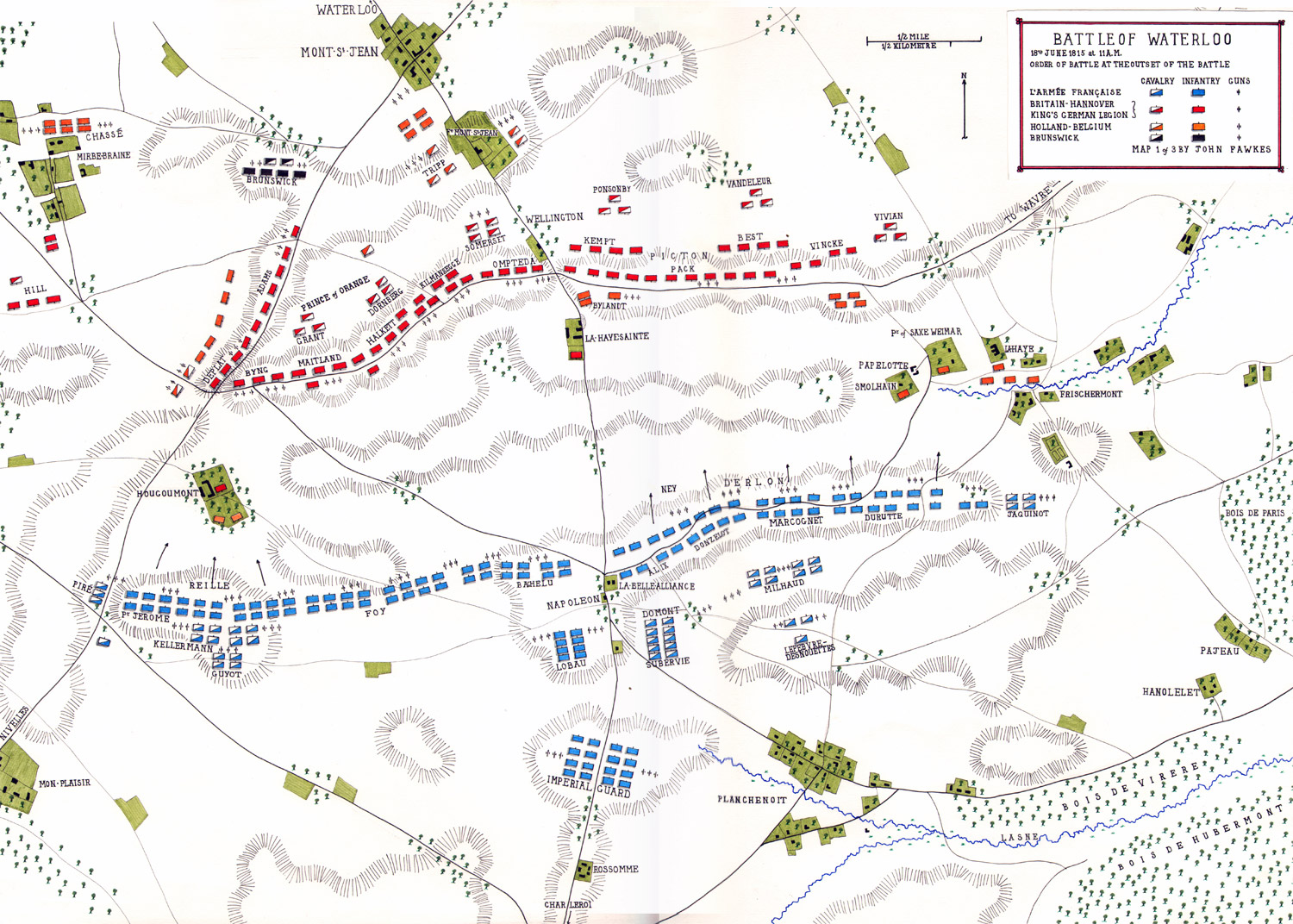
Розташування військ

Французька армія спинилася на схилах іншого хребта на півдні. Наполеон не міг бачити позицію Веллінгтона, тому він розмістив сили симетрично біля Брюссельської дороги. Праворуч розташувався I Корпус під командуванням д'Ерлона з 16 000 піхоти та 1500 кавалерії, а також кавалерійський резерв — 4700. Зліва був II корпус під командуванням Рея з 13 000 піхоти й 1300 кавалерії та кавалерійським резервом 4600. Позаду в центрі, біля маєтку La Belle Alliance розташовувалися резерви, в тому числі VI корпус Лобау — 6000 чоловік, 13 000 піхоти Імператорської гвардії та кавалерійський резерв 2000.
У правому тилу французів було розташоване важливе селище Плансенуа, а з краю правого флангу — ліс Буа де Парі. Наполеон спочатку командував битвою з ферми Rossome, де він міг побачити все поле бою, але згодом перейшов на позицію біля Ла Бель Альянс. Командування армією на полі бою (яке тепер було значною мірою приховано від його погляду) було делеговано Нею.

## Битва під Ватерлоо

Мапа битви

Пруссаки називали також цю битву — битвою під Бель-Ал'янсі, а французи — під Мон-Сен-Жан.
Після битви при Лін'ї та бою під Катр-Бра Наполеон вважав, що пруссаки розбиті, відкинуті до річки Маас, і переслідувані маршалом Груші. Він вирішив скористатись роздрібленістю сил союзників і розбити армію Веллінгтона (британці, голландці, брауншвейзьці, ганноверці) до їхнього об'єднання з пруссаками. Веллінгтон очистив позицію біля Катр-Бра і вирішив прийняти битву на позиції біля Ватерлоо, отримавши повідомлення від Блюхера про його прибуття вже наступного дня. Позиція розташовувалася на Мон-Сен-Жанскому плато, обабіч брюссельської дороги, від села Мерб-Брен до ферми Лавалет.

### Армії
Сили союзників доходили до 70 тисяч чоловік, при 159 гарматах, сили французів — до 72,5 тисяч, при 240 гарматах.
- Британці та союзники — 67 000 солдатів різного ступеня підготовки (британці, голландці, бельгійці, представники малих німецьких князівств)
- Пруссаки — 25—60 тисяч солдатів різного ступеня підготовки (підрахунок неточний, бо пруссаки підійшли пополудні, а частина відділів взагалі не дійшла на місце бою)
- Французи (Armée du Nord) — 73 000 солдатів різного ступеня підготовки й досвіду (від ветеранів Старої гвардії до «необстріляних» рекрутів, для котрих перші битви були при Катр-Бра і Лін'ї 16 червня 1815 р.)

### Перебіг битви
Битва почалась о 11:20, а закінчилась о 22:00.
Хронологія
- 11:25 Наполеон починає атаку на війська Веллінгтона. Відвертальна атака на замок Угумон, за якою слідує лобова атака корпусу д'Ерлона.
- 13:30 — 15:00 Британська кавалерія з великими втратами відбиває атаку д'Ерлона.
- 16:00 Французька кавалерія починає серію атак на центр армії Веллінгтона. Піхотні каре Веллінгтона стримують атаки.
- 17:00 На правому фланзі французів з'являються прусські частини, погрожуючи захопити село Плансенуа.
- 18:00 Французькі війська захоплюють ферму Ла-Е-Сент в центрі позицій Веллінгтона.
- 19:00 Наполеон готує атаку Гвардії на позиції Веллінгтона.
- 20:00 Французька гвардія відкинута британською гвардійською бригадою.
- 21:00 Прусські війська проривають правий фланг французів.
- 22:00 Зустріч Веллінгтона і Блюхера знаменує перемогу союзників.

|  |
|  |

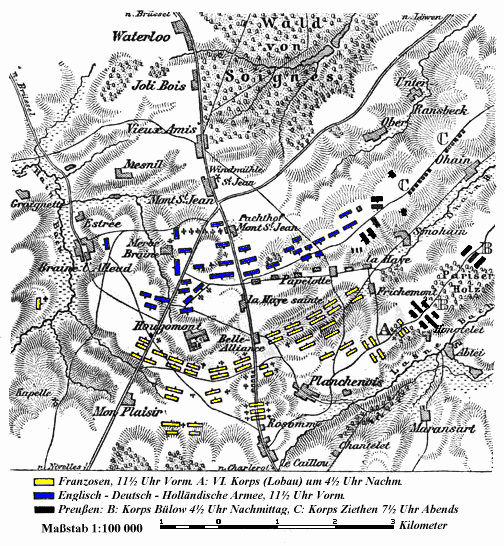
Розташування військ біля Ватерлоо

Наполеон зробив цілий ряд атак на позиції Веллінгтона. Перша атака мала відвертальний характер і була завдана по укріпленій позиції британців — помістю Угомон. Друга атака, проведена піхотним корпусом д'Ерлона була відбита силами союзницької важкої кавалерії, яка своєю чергою була з великими втратами відкинута французами. Надалі на центр армії Веллінгтона пішла в наступ французька важка кавалерія, але британці, вишикувавсь в каре, відбили напад.
До початку бою 18 червня в Наполеона було приблизно 72 тисячі чоловік при 243 гарматах, у Веллінгтона — 68 тисяч при 156 гарматах. (Харботл Т. Битви світової історії. М., 1993. С. 99-100.) Обидва полководці очікували підкріплень. Імператор чекав маршала Груші з його 35-тисячним корпусом, Веллінгтон сподівався на Блюхера, що мав після битви в Ліньї близько 80 тисяч чоловік, з яких до місця бою могли підійти близько 40—50 тисяч. Битва під Ватерлоо повинна була початися атакою французів із самого ранку, однак вночі 17 червня злива розмила дороги й імператор наказав вичікувати.
О 11:30 ранку Наполеону здалося, що земля підсохла й можна почати бій, і от «останні солдати останньої війни» почали атаку британських позицій. Перший відвертальний удар французів був спрямований на правий фланг Веллінгтона проти замку Угумон. Французькі війська, пройшовши ліс на підступах до замку, кинулися на штурм. Але укріплені стіни виявилися занадто високими й неприступними, британська артилерія й піхота вели вбивчий вогонь по нападниках. Через деякий час невелика операція перетворилася в окремий жорстокий бій.
У цей час Наполеон готував головну атаку своїх сил проти лівого крила й центру британців. На правому фланзі французьких позицій він установив батарею з 80 гармат, що відкрила смертоносний вогонь по британських військах. У цей момент на північному сході в Сен-Ламбертского лісу з'явилися неясні обриси військ у русі. Думки наполеонівських командирів розділилися. Одні затверджували, що це війська Груші, інші дотримувалися думки, що це армія Блюхера.
Несподівана для французів поява на їхньому правому крилі прусських військ Блюхера примусила Наполеона перемістити туди значні сили, в тому числі частину гвардії. Не зважаючи на появу пруссаків, французи продовжували атакувати та врешті-решт захопили Ла-Хе-Сент — укріплену ферму в самому центрі позицій Веллінгтона, після чого Наполеон кинув у вирішальну атаку свій останній резерв — Імператорську гвардію.
Прусські війська продовжили вперто боротись на правому фланзі французів, в основному в селі Планшенуа, і, маючи абсолютну чисельну перевагу, з часом на чолі із Шарлем Мораном змогли захопити його, примусивши французів втікати. Водночас британська гвардія стійко відбивалась від наступальної Імператорської гвардії Наполеона, доки остання не помітила прорив пруссаків і не почала відступ, який згодом переріс у втечу.
Наполеон намагався організувати оборону, щоб прикрити армію, що втікала. Три останніх батальйони Гвардії пошикувалися в каре з імператором у середині, звідки той особисто командував обороною, з таємною надією знайти смерть на полі битви. Тут таки, недалеко, у вирі людей, що біжать, метався маршал Ней. Поранений, з обличчям, чорним від пороху, у розідраному багнетами й кулями мундирі й з уламком шпаги в руці він намагався організувати відступ.
Гвардія повільно відступала, намагаючись прорватися крізь ряди супротивника, що насідав. Британці були вражені мужністю й стійкістю цих людей. Їхні ряди завжди були щільно зімкнуті, обличчя спокійні, крок розміряний і чіткий.
Одному з каре, під командуванням генерала П. Камбронна, британський полковник запропонував здатися. «Гвардія гине, але не здається!» — викликнув Камбронн. Французькі гвардійці віддали перевагу смерті аніж полону. Над полем згущалися сутінки, битва під Ватерлоо була програна.
Армія Веллінгтона перейшла в наступ, і французи були вимушені розпочати відступ по усій лінії. Зібравшись біля ферми Бель-Альянс, союзні головнокомандувачі вирішили доручити подальше переслідування французів пруссакам. Переслідування велося з надзвичайною енергією і швидкістю протягом 3 днів на відстані 150 км (до Лаона) і призвело до остаточного безладу у французькій армії. Наполеону врешті вдалось зібрати (крім корпусу Груші) близько 3 тисяч солдатів — сили, з котрими не можна було розраховувати ані захистити столицю, ані вести далі війну.

### Втрати та полонені
Французький генерал Камбронн був важко поранений і взятий в полон британцями. В ході бою загинули французькі генерали Дюем і Дево. Британці втратили генералів Піктона і Понсобі.
25 тисяч французів й 22 тисячі британців і пруссаків полягли на полі бою вбитими й пораненими. Армія Наполеона, як організована сила, перестала існувати. Майже вся артилерія була загублена, дух армії зломлений, свіжих сил практично не було. Так була поставлена остання крапка в історії наполеонівських війн.

## Наслідки поразки Наполеона

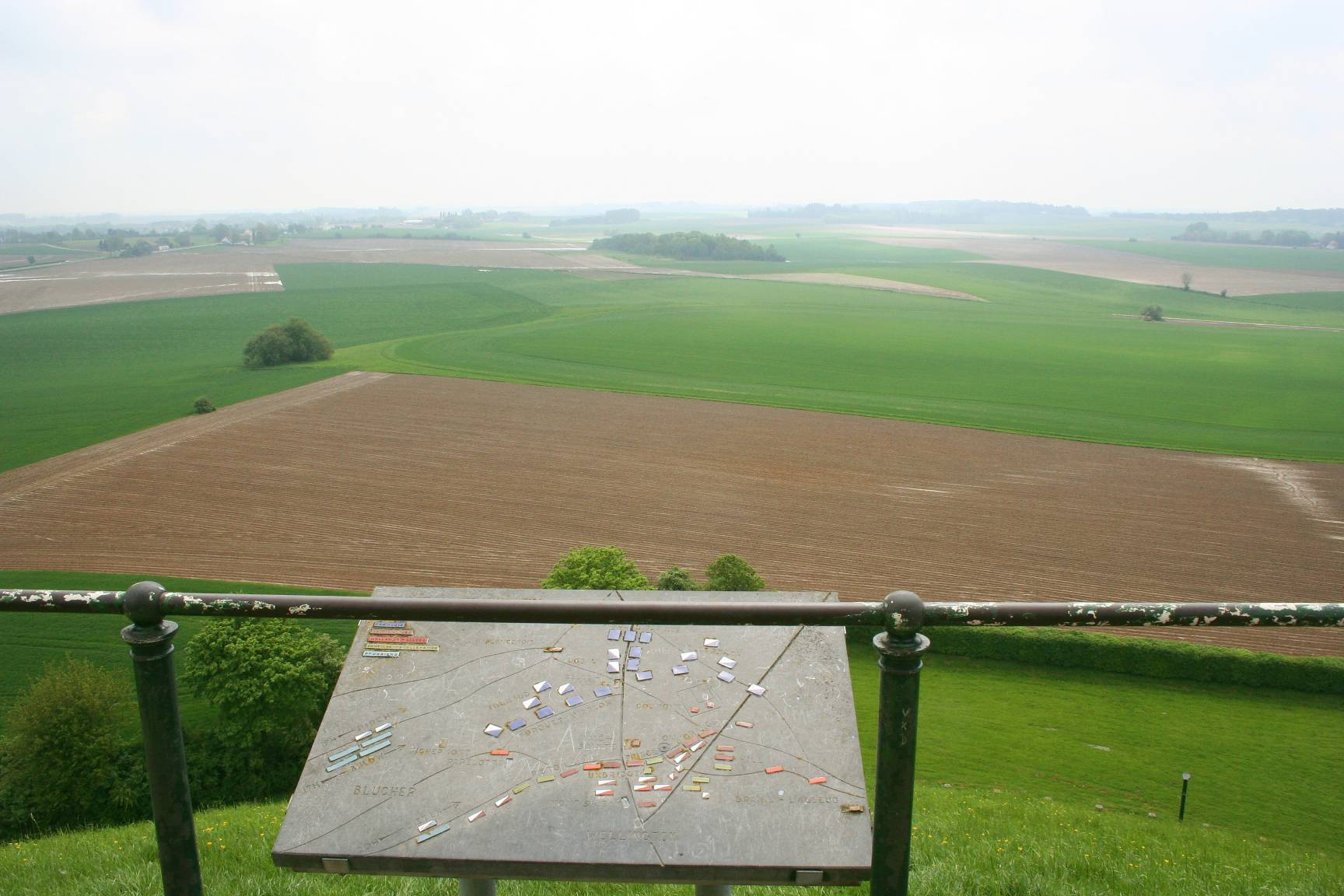
Поле Ватерлоо (сучасний стан). На передньому плані — кам'яна таблиця зі схемою битви

Поразка під Ватерлоо означала поразку всієї кампанії, поразку Франції у війні з коаліцією. Вона призвела до повторного зречення престолу Наполеоном (22 червня), до зміни політичної влади у Франції, і надалі — до її окупації союзними арміями та відновлення влади Бурбонів.
Справжнім переможцем міг відчувати себе і банкір Натан Ротшильд. Він раніше за інших дізнався про перемогу союзників, але на Лондонській біржі був підкреслено сумний і лише продавав акції. Інші торгівці вирішили, що переміг Наполеон I, і теж кинулися збувати цінні папери, які з легкістю скуповували агенти Натана. За один цей день Ротшильди збагатилися на 100 мільйонів фунтів.